# Cees Lok
Cees Lok (Emmeloord, 18 augustus 1966) is een voormalig Nederlandse profvoetballer, technisch manager en voetbaltrainer.

## Carrière als speler
Cees Lok begon zijn carrière bij FC Wageningen voor hij in dienst kwam bij N.E.C. Hier werd hij een stabiele en zeer gewaardeerde verdediger die uiteindelijk 230 competitiewedstrijden voor de Nijmeegse club zou spelen. In die wedstrijden wist hij 57 doelpunten te maken. Vanwege zijn lengte werd hij bij N.E.C. ook vaak als spits gebruikt. Zijn laatste jaren werden gekenmerkt door blessures. Na een zoveelste comeback na een zware blessure, wist hij bij zijn rentree het winnende doelpunt te maken tegen Feyenoord. Hij verwierf, in 1994, als speler bij de N.E.C. supporters de bijnaam The Living Legend nadat Lok de winnende treffer scoorde in de halve finale van de KNVB beker tegen Ajax. In totaal scoorde Cees Lok precies 100 doelpunten in officiële wedstrijden.

## Carrière als trainer
Na zijn carrière als speler bleef hij onder contract bij N.E.C. en werd hij de trainer van het tweede elftal.
Nadat Johan Neeskens in december 2004 werd ontslagen als hoofdtrainer bij N.E.C., volgde Lok hem op, in eerste instantie als interim-coach. Hij mocht het seizoen echter afmaken en deed dit naar behoren. Vervolgens behaalde hij op 10 mei 2005 zijn diploma cursus Coach Betaald Voetbal, na een stageperiode bij zowel Arsenal als N.E.C. Na één jaar hoofdtrainer te zijn geweest van N.E.C. legde hij op 19 december 2005 ondanks de goede prestaties van de club, N.E.C. stond op dat moment op de derde plaats in de Eredivisie, totaal onverwachts zijn functie neer en stapte hij op. Pas een jaar later wilde hij ingaan op de reden van zijn vertrek maar bleef vaag. Hij zou niet meer met enkele mensen binnen de club door één deur kunnen gaan.
In januari 2006 werd bekend dat Lok de nieuwe trainer werd van NAC Breda, dat enkele dagen daarvoor haar trainer Ton Lokhoff had ontslagen. Al snel na zijn aantreden kwam het tot een botsing met Pierre van Hooijdonk die in de winterstop naar Feyenoord vertrok. Bij het aanstellen van Lok bivakkeerde NAC al in de onderste regionen van de Eredivisie, maar wist daar onder Lok niet uit te geraken. De club belandde zelfs in de nacompetitie. Na een 0-0 gelijkspel in de eerste wedstrijd in die play-offs tegen TOP Oss kon Lok, nog geen vier maanden na zijn aanstelling zijn koffers pakken. Als voornaamste reden werd door het NAC-bestuur aangegeven dat de verhouding tussen Lok en enkele spelers was verstoord.
Sinds oktober 2006 was Lok aangesteld als hoofdtrainer bij zaterdaghoofdklasser IJsselmeervogels. In zijn eerste seizoen als trainer wordt de club kampioen in de zaterdaghoofdklasse B en algemeen kampioen van de zaterdagamateurs.
Na het afketsen van een baan als hoofdtrainer van Wisła Kraków gaat hij met ingang van het seizoen 2007/08 aan de slag als coach van het beloften-elftal van FC Twente. Op 5 maart 2008 zette hij zijn handtekening onder een contract dat hem nog twee jaar aan Twente bindt.
Op 5 mei 2008 behaalt Lok met Jong FC Twente het landskampioenschap. Twee speelronden voor het einde van de competitie is zijn elftal niet meer in te halen door achtervolger Jong Ajax, waardoor hij de beloften van Twente voor het eerst aan de landstitel helpt. In seizoen 2008/09 mag hij hierdoor met zijn elftal uitkomen in de KNVB beker.

## Carrière als technisch manager
In de zomer van 2009 stopt Lok als trainer van Jong FC Twente en in juli gaat hij aan de slag als technisch manager bij FC Twente en verricht hij ondersteunende werkzaamheden voor de raad van commissarissen. 
In deze functie is hij samen met de hoofdtrainer verantwoordelijk voor het technisch beleid van FC Twente. In deze hoedanigheid werkte hij o.a. samen met Steve McClaren, Michel Preud’homme en Co Adriaanse. FC Twente werd in het seizoen 2009/2010 voor het eerst landskampioen van Nederland. In het seizoen 2010/2011 werd door FC Twente de KNVB beker en de Johan Cruijff schaal gewonnen. In het seizoen 2011/2012 werd Jong FC Twente kampioen van Nederland en werd er wederom beslag gelegd op de Johan Cruijff schaal.
FC Twente maakte op 25 februari 2015 bekend dat Lok geen ambitie heeft om statutair bestuurder te willen worden in de nieuw te vormen one-tier board en de club maakt bekend dat Cees Lok op 1 maart 2015 FC Twente, na bijna 8 jaar, verlaat. Lok werd hoofdtrainer bij VV Bennekom maar verliet de club al eind september 2015.
Na zijn periode als technisch manager bij FC Twente start Lok samen met Jan Streuer (onder andere ex-hoofdscout Shachtar Donesk) een voetbalmanagement bureau genaamd One Goal Sportmanagement. Beide ervaren voetbalmanagers helpen clubs die veranderingen willen doorvoeren in hun selecties door gebruik te maken van hun internationale netwerken.
Lok stopt hiermee en in augustus 2019 wordt Cees Lok door bondscoach Ronald Koeman toegevoegd aan de staf van het Nederlands elftal. Hij gaat de tegenstanders voor het EK 2020 scouten en analyseren. In juni 2020 eindigden zijn activiteiten voor Oranje.

## Erelijst als trainer
IJsselmeervogels
- Algeheel amateurkampioenschap van Nederland: 2006
- Kampioenschap Hoofdklasse B: 2007

 Jong FC Twente
- Kampioenschap Beloften Eredivisie: 2008